# Ibtissame Lachgar
Ibtissam Betty Lachgar (àrab: ابتسام لشكر) (nascuda a l'agost del 1975) és una feminista, activista pels drets humans i LGBT marroquina. És cofundadora del Moviment MALI (Moviment Alternatiu per a les Llibertats Individuals), i una de les poques marroquines obertament atees.

## Primers anys i educació
Nascuda a l'agost del 1975, Ibtissam Lachgar estudià en el Lycée Descartes de Rabat, abans d'anar a viure a París per a estudiar psicologia clínica, criminologia i victimologia. Treballa en la seua tesi sobre psicoanàlisi a París.(1)

## Activisme
El 2009, juntament amb la seua amiga Zineb El Rhazoui, cofundaren el Moviment Alternatiu per les Llibertats Individuals (MALI).
Ha estat també lluitadora per la comunitat LGBT al Marroc, i és proelecció i promatrimoni homosexual.

### Pícnic en Ramadà del 2009
Ibtissam, amb els seus amics del MALI, va organitzar un pícnic durant el dia durant el Ramadà del 2009, com a protesta contra l'article 222 del codi penal marroquí que castiga els qui trenquen el dejuni matutí obligatori del mes sant islàmic. Els activistes planejaven trobar-se el 13 de setembre entre Casablanca i Rabat. Quan van arribar a l'estació de tren, però, foren abordats per una multitud de policies i periodistes que sabien el fet per Facebook. La revista TelQuel publicà un editorial descrivint la feroç reacció com un senyal que el Marroc ha perdut la cultura de la tolerància. “En una generació el nostre país s'ha transformat radicalment. Fa por.” El pícnic va causar un escàndol públic en la societat marroquina i va obrir un debat sobre les llibertats religioses civils.

### Besada a Rabat
Ibtissam fou una de les organitzadores d'una besada pública que va tenir lloc el 12 d'octubre del 2013 per recolzar tres adolescents que havien estat arrestats per publicar una foto d'ells mateixos besant-se en Facebook. Els manifestants foren esbroncats pels espectadors mentre es besaven i cantaven "llarga vida a l'amor". Aquest fet provocà un tumult en línia, amb ciutadans protestant contra el que veuen un progressiu conservadorisme al país musulmà conegut durant molt de temps per ser relativament liberal.
En una entrevista en France 24 sobre la besada, Ibtissam digué: “Per a nosaltres, el missatge ha arribat. Ha estat un èxit. Hi havia parelles i persones soles, i les parelles no sentien vergonya en públic. El nostre missatge és que estan defensant l'amor, la llibertat d'estimar i besar lliurement”.

### Altres accions
Al gener del 2019 fou portaveu de la xarxa de suport a Chafiq, un transvestit marroquí la identitat del qual fou revelada públicament per la policia a Marràqueix.